# Округ Литл Ривер (Арканзас)
Округ Литл Ривер (енгл. Little River County) је округ у америчкој савезној држави Арканзас. По попису из 2010. године број становника је 13.171. Седиште округа је град Ashdown.

## Демографија
Према попису становништва из 2010. у округу је живело 13.171 становника, што је 457 (3,4%) становника мање него 2000. године.
| Група             | 2000.          | 2010.         |
| Белци             | 10.063 (73,8%) | 9.831 (74,6%) |
| Афроамериканци    | 2.899 (21,3%)  | 2.519 (19,1%) |
| Азијати           | 27 (0,2%)      | 39 (0,3%)     |
| Хиспаноамериканци | 235 (1,7%)     | 357 (2,7%)    |
| Укупно            | 13.628         | 13.171        |